# Баконь
Баконь (Баконьські гори, Баконьський ліс; угор. Bakony) — гірський масив у Центрально-Задунайському краї Угорщини.

## Історія
Гори Баконь виникли в третинному і четвертинному періодах. Ґрунт у долини нанесло наступаюче і потім відступаюче море, а пізніше — річки і струмки. Під впливом руху води утворилися численні воронки, скелі-вежі і печери.
У XIII столітті в Вертеші і в Баконі один за іншим будувалися замки знаті і королів. У середні віки в тутешніх мисливських угіддях часто бували угорські королі, у тому числі Матяш I, про що угорський поет  Верешмарті написав у своєму творі «Прекрасна Ілонка». Пізніше ці замки, будучи постійними учасниками боїв, стали частиною системи прикордонних фортець.

## Географія
Гори Баконь знаходяться на північ від озера Балатон і знаходяться здебільшого в медьє Веспрем. Ланцюг гір переривчастий, простягається з південного заходу на північний схід, довжина ланцюга 80 км, ширина — близько 40 км. Виділяють Північну Баконь і Південну Баконь. Найвища точка — гора Кершихедь (угор. Kőris-hegy) (713 м), на вершині якої знаходиться оглядова вежа. Неофіційною столицею гірського краю вважається місто Зірц.

### Клімат
У порівнянні з іншими масивами Середньоугорських гір відмінності в кліматичних зонах у Баконі незначні. На захищеній від вітру, часто освітленій сонячним світлом Балатонській височині клімат тепліший. У Високому Баконі на кілька градусів прохолодніше, тут більше випадає опадів.

### Флора
Це також біосферний заповідник, на території якого знаходяться прекрасні соснові та букові ліси. На південній стороні ростуть запашна цибуля, папороть нотолена марантова, косарики болотні. У більш теплих місцях Балатонської височини зростає інжир, також вирощується виноград. У тих областях, де опадів більше, дерева утворюють більш густу і високу лісосмугу і здаються заростями.
Характерні платоподібні вершини і пологі схили, вкриті дубово-буковими лісами та пасовищами.

### Фауна
Дуже часто можна зустріти оленя. Також мешкають муфлони, кабани, рисі. З 350 видів птахів, що зустрічаються в Угорщині, 190 видів спостерігали в цих місцях. За гірським масивом Баконь, у басейні Марцаль, селиться велика кількість лелек.

### Геологія
Мальовничі долини і гори складені вапняками, доломітами, базальтовими лавами і туфами. Відомо понад 1100 печер (найвідоміші — печери гір Лікаш і Чатарі, Келік і Сентгал).

## Пам'ятки
На висоті 400 метрів, у місті Зірц, знаходиться Баконьський Музей природних наук із багатющою експозицією, що демонструє рослинний і тваринний світ Баконі з тераріумами, акваріумами і діорамами.

## Промисловість
Люди, які оселилися на Балатонській височині займалися в першу чергу виноградарством і землеробством, у Баконі — тваринництвом, обробкою дерева, лісовим господарством, а в тих частинах, які вклинюються в Малу Середньодунайську рівнину, — орним землеробством, борошномельною справою та торгівлею.
Після півтора століття спустошливого турецького ярма сюди, також, як і в інші регіони країни, були запрошені поселенці. Їх культура тісно переплелася з культурою місцевого населення, що дало поштовх і розвитку промисловості. Почали працювати шахти, родовища бурого вугілля, бокситів, марганцевих руд, скляні та паперові мануфактури, друкарні, фабрики по переробці тютюну та м'яса, гончарні майстерні. Багато з них були предками таких відомих нині фірм, як Херендський порцеляновий завод, скляний завод «Айка», м'ясний комбінат «Папа». На замовлення угорської знаті відомі угорські та закордонні архітектори зводили церкви і палаци. Почали будувати школи.
Духовними центрами регіону стали міста Веспрем і Папа. Після Другої світової війни серйозним випробуванням для населення стала депортація німецького населення.

## Культура
Гірський житловий район завжди був плавильньою, в якій перемішуються різні культури. Він такий і зараз: гості з різних країн приїжджають на «Фестиваль пісні» в м. Веспрем, на «Дні бароко» в м. Папа, в херендський «Порцеляній», на гребні регати на озеро Веленце, на «Лицарські ігри» в м. Шюмег, на виставу «Ходіння по муках» в м Мадярполань, на фестиваль «Королівські дні» в м. Секешфехервар і на традиційні бетховенські концерти в м. Мартонвашар.